# Chanond Keanchan
Chanond Keanchan (né le 24 janvier 1967) est un athlète thaïlandais, spécialiste du 400 mètres haies. Il est vice-champion d'Asie en 1993 avec le temps de 50 s 46.
Il établit le record national du 400 m haies en 49 s 76, en décembre 1995 à Chiang Mai. Avec le relais national 4 x 400 m, il porte son record à 3 min 8 s 60 lors des Championnats du monde 1993 à Stuttgart.